# Dinocheirus panzeri
Espèce
Synonymes
- Chelifer panzeri C. L. Koch, 1837
- Chelifer schrankii C. L. Koch, 1837
- Chelifer rufeolus Simon, 1879
- Epaphochernes bouvieri Vachon, 1936
- Toxochernes panzeri caucasicus Kobakhidze, 1963

Dinocheirus panzeri est une espèce de pseudoscorpions de la famille des Chernetidae.

## Distribution
Cette espèce se rencontre en Espagne, en France, au Royaume-Uni, en Irlande, aux Pays-Bas, en Belgique, en Allemagne, au Danemark, en Suède, en Norvège, en Finlande, en Lettonie, en Pologne, en Slovaquie, en Tchéquie, en Hongrie, en Autriche, en Suisse, en Italie, en Slovénie, en Croatie, en Bosnie-Herzégovine, en Bulgarie, en Turquie, en Géorgie, en Azerbaïdjan et en Iran.

## Publication originale
- C. L. Koch, 1837 : Deutschlands Crustaceen, Myriapoden und Arachniden. Regensberg (texte intégral).